# Перелік пам'яток культурної спадщини, що не підлягають приватизації (Полтавська область)
В Полтавській області до переліку пам'яток культурної спадщини, що не підлягають приватизації, внесено 45 об'єктів культурної спадщини України.

## Полтавська міська рада
| Найменування пам'ятки                                 | Час створення       | Місце розташування                    | Охоронний номер |
| ----------------------------------------------------- | ------------------- | ------------------------------------- | --------------- |
| Будинок для просвітницьких цілей                      | 1900 рік            | м. Полтава, вул. М. Гоголя, 22        | 3-По            |
| Будівля музично-драматичного театру імені М.В. Гоголя | 1958 рік            | м. Полтава, вул. Соборності, 23       | 2-По            |
| Міський особняк                                       | початок XX сторіччя | м. Полтава, вул. Стрітенська, 37а     | 34-По           |
| Комплекс лікувальних корпусів богоугодного закладу:   | 1886 рік            | м. Полтава, вул. Стрітенська, 50      | 35-По           |
| корпус 1                                              | 1886 рік            | м. Полтава, вул. Стрітенська, 50      | 35-По/1         |
| корпус 2                                              | 1886 рік            | м. Полтава, вул. Стрітенська, 50      | 35-По/2         |
| корпус 3                                              | 1886 рік            | м. Полтава, вул. Стрітенська, 50      | 35-По/3         |
| Флігель                                               | 1909-1914 роки      | м. Полтава, вул. Конституції, 2а      | 38-По           |
| Будівля першої чоловічої гімназії                     | XIX сторіччя        | м. Полтава, вул. В. Чорновола, 4      | 37-По           |
| Комплекс споруд психіатричної колонії:                | 1886-1903 роки      | м. Полтава, вул. Медична, 2           | 132-По          |
| приймальне відділення                                 | 1886-1903 роки      | м. Полтава, вул. Медична, 2           | 132-По/2        |
| фізіотерапевтичний корпус                             | 1886-1903 роки      | м. Полтава, вул. Медична, 2           | 132-По/3        |
| корпус 6                                              | 1886-1903 роки      | м. Полтава, вул. Медична, 2           | 132-По/4        |
| корпус 7                                              | 1886-1903 роки      | м. Полтава, вул. Медична, 2           | 132-По/5        |
| корпус 8                                              | 1886-1903 роки      | м. Полтава, вул. Медична, 2           | 132-По/6        |
| Будівля школи садівництва                             | 1830 рік            | м. Полтава, просп. Першотравневий, 22 | 6-По            |
| Другий укріплений табір російської армії              | 1972 рік            | м. Полтава, поле Полтавської битви    | 39/2            |
| Командний пункт Петра I під час Полтавської битви     | 1973 рік            | м. Полтава, вул. Шведська могила, 32  | 39/5            |
| Народний будинок імені В. Короленка                   | 1922 рік            | м. Полтава, вул. О. Пушкіна, 20       | 10-По           |
| Будівля музичного училища Ахшарумова                  | 1914 рік            | м. Полтава, вул. О. Пушкіна, 30       | 49-По           |

## Кременчуцький район та Кременчук
| Військові казарми                                  | початок XX сторіччя | м. Кременчук, вул. Доктора О. Богаєвського, 4       | 186-По            |
| Пожежна частина                                    | 1950 рік            | м. Кременчук, просп. Свободи, 14                    | 189-По            |
| Комплекс споруд Кременчуцького військового шпиталю | 1844-1852 роки      | м. Кременчук, вул. М. Гоголя, 2                     | 139-По            |
| корпус 1                                           | 1844-1852 роки      | м. Кременчук, вул. М. Гоголя, 2                     | 139-По/1          |
| корпус 2                                           | 1844-1852 роки      | м. Кременчук, вул. М. Гоголя, 2                     | 139-По/2          |
| корпус 3                                           | 1844-1852 роки      | м. Кременчук, вул. М. Гоголя, 2                     | 139-По/3          |
| Комплекс колишніх навчальних закладів:             |                     |                                                     |                   |
| будівлі Олександрівського реального училища        | 1878-1901 роки      | м. Кременчук, вул. М. Коцюбинського, 12             | 140/1-По 140/2-По |
| будівля жіночої гімназії                           | початок XX сторіччя | м. Кременчук, вул. М. Гоголя, 6 вул. Перемоги, 17/6 | 140-По/3          |
| Будинок поміщика Таращенка                         | XX сторіччя         | м. Кременчук, вул. І. Сердюка, 10/25                | 143-По            |
| Готель "Пальміра"                                  | кінець XIX сторіччя | м. Кременчук, вул. Лейтенанта Покладова, 3          | 151-По            |
| Будівля клубу імені І. Котлова                     | 1925-1927 роки      | м. Кременчук, вул. Академіка Герасимовича, 1        | 9-По              |
| Будівля технікуму залізничного транспорту          | 1903 рік            | м. Кременчук, вул. О. Леонова, 14                   | 137-По            |
| Маєток фабриканта Н. Рабіновича                    | 1887 рік            | м. Кременчук, вул. Софіївська, 73                   | 147-По            |
| Будівля народного училища                          | 1914 рік            | м. Кременчук, вул. В. Чкалова, 1                    | 138-По            |

## Лубенський район
| Будинок житловий (стоматологічна поліклініка) | середина XX сторіччя | м. Лубни, вул. Монастирська, 17     | 260-По |
| Будівля земської лікарні                      | 1910 рік             | м. Лубни, вул. Л. Толстого, 16/27   | 250-По |
| Будівля єпархіального жіночого училища        | 1907 рік             | м. Лубни, вул. Г. Ляскіна, 2        | 11-По  |
| Особняк                                       | початок XX сторіччя  | м. Лубни, просп. Володимирський, 12 | 259-По |

## Миргородський район
| Будівля міської думи                                 | 1912 рік | м. Миргород, вул. М. Гоголя, 120   | 12-По  |
| Будівля гімназії                                     | 1910 рік | м. Миргород, вул. М. Гоголя, 173/2 | 245-По |
| Будівля художньо-промислової школи імені М.В. Гоголя | 1896 рік | м. Миргород, вул. М. Гоголя, 146   | 13-По  |
| Народний будинок                                     | 1900 рік | м. Миргород, вул. Б. Грекова, 5    | 246-По |

## Полтавський район
| Комплекс споруд музею-заповідника А. Макаренка: | 1900 рік | с. Ковалівка | 20-По   |
| «Білий будинок»                                 | 1900 рік | с. Ковалівка | 20-По/1 |
| «Червоний будинок»                              | 1900 рік | с. Ковалівка | 20-По/2 |